# 公定価格
公定価格（こうていかかく）とは、政府が物価の統制のために指定した物品の最高販売価格のこと。

## 概要
社会主義国家の計画経済の下で行われるものが代表的であるが、日本でも第二次世界大戦前後に実施されている。

### 日本
日本では、日中戦争最中の1938年（昭和13年）7月に出された物品販売価格取締規則の制定を契機に、公定価格の設定による物価統制が進んだ。1939年9月にヨーロッパで第二次世界大戦が始まると、同月9月18日に物価停止令（9.18物価停止令）により多くの物資の価格を凍結、さらに同年10月18日に9月18日現在の価格をもって上限とする価格等統制令が制定された (停止価格、マル停価格)。
1941年（昭和16年）6月11日、安価な商品までもが便乗値上げにより公定価格で売られるケースが見られたため、公定価格を「最高価格」として言い換えられることとなったが、公定価格の呼び名が定着しており、そのまま使用された。
公定価格の決定は商工省に設置された中央物価委員会により検討が行われ、
1943年（昭和18年）までに約1万2千種類の商品に公定価格が定められた (マル公価格)。
公定価格の表示は、〇の中に「公」の字を入れたものとなっていた。
公定価格の例外として、特別許可による許可価格 (マル許価格)、新製品用のマル新価格、価格協定による協定価格 (マル協価格)も用意された。
公定価格は概ね一か月前の価格を参考に決定された。ビールや清酒、砂糖などは増税分を織り込んだため値上げとなる一方、コーヒー豆や針金など2割程度引き下げとなったものもある。コーヒー豆など品質の優劣や産地は問われず価格の一本化が行われたため流通が混乱したものもあった。
カステラの例では、重さで公定価格が決められていたため、鶏卵や砂糖など高価な材料の使用が控えられて品質が劣化。別途、農林省が原材料の使用量を定めたケースも見られた。
終戦後もインフレーションが収まらず、1946年（昭和21年）3月3日には価格等統制令に代わる物価統制令が公布された。その後、1949年（昭和24年）のドッジ・ライン実施以後にインフレーションは収束に向かい、公定価格は徐々に撤廃されていった。なお、物価統制令は2017年現在も有効な法律である。